# Distrikt Mollendo

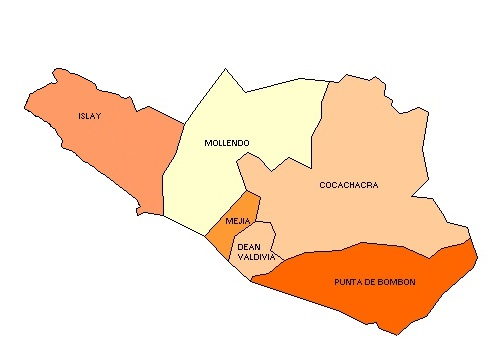
Distrikte der Provinz Islay

Der Distrikt Mollendo liegt in der Provinz Islay in der Region Arequipa im Südwesten von Peru. Der Distrikt hat eine Fläche von 960,83 km². Beim Zensus 2017 wurden 24.073 Einwohner gezählt. Im Jahr 1993 lag die Einwohnerzahl bei 25.434, im Jahr 2007 bei 24.028. Sitz der Distriktverwaltung ist die an der Küste gelegene Provinzhauptstadt Mollendo mit 23.886 Einwohnern (Stand 2017). 
Der Distrikt Mollendo liegt im Westen der Provinz Islay. Lediglich der Distrikt Islay liegt weiter westlich. Der Distrikt Mollendo erstreckt sich entlang einem knapp 12 km langen Abschnitt der Pazifikküste. Im Westen grenzt er an den Distrikt Islay mit der Stadt Islay und dem Hafen Matarani, im Südosten an den Distrikt Mejía mit der gleichnamigen Küstenort. Der Distrikt Mollendo reicht bis zu knapp 50 km ins Landesinnere. Abgesehen von der Küstenlinie ist der Distrikt weitgehend Wüste und unbesiedelt. Die Nationalstraße 1S (Panamericana) von La Joya nach Moquegua durchquert das Hinterland des Distrikts. Im Norden grenzt der Distrikt an den Distrikt La Joya (Provinz Arequipa), im Nordosten an den Distrikt Cocachacra.